# Strmilov
Strmilov (německy Tremles, latinsky Strimilovium) je město v okrese Jindřichův Hradec v Jihočeském kraji. Rozkládá se po obou stranách historické česko-moravské zemské hranice; na katastrálním území části Česká Olešná se nachází nejzápadnější bod Moravy. V samotném městě žije cca 1 100 lidí, s čtveřicí připojených vesnic coby místních částí čítá populace přibližně 1 400 obyvatel.

## Historie
Původní tržní osada vznikla na místě dnešního Strmilova patrně v první polovině 13. století. Již roku 1255 se nacházela v držení pánů z Hradce. V roce 1294 se vzpomíná jako „villa forensis“. Ve vsi se nacházel kostel sv. Jiljí a starší románský hřbitovní kostel sv. Ondřeje. Stejně jako trhová ves a později městečko Kunžak příslušel Strmilov až do 16. či 17. století k Moravě a olomoucké diecézi.
Název Strmilov není navzdory lidovým pověstem odvozen od slova strmý. Historik A. Sedláček soudil, že má původ ve staročeském osobním jméně Střemil. Nejstarší podoby názvu (Tremliß, Tremling, Tremlhof, Stremles Hof, Trmilow, Hrmelov) odkazují na bavorské Tremmel, tremmeln (trám, prudce udeřit), nebo na starohornoněmecké strīmil (brázda, pruh).[zdroj?]
V roce 1385 ustanovil Heřman I. z Hradce ves Strmilov městečkem. Možná už tehdy dostal Strmilov do svého znaku zlatou pětilistou růži pánů z Hradce s červeným středem a se zelenými lístky na modrém štítu. Tento znak je nicméně doložen až z 19. století. Úmrtím Lucie Otýlie z Hradce, dcery Jáchyma Oldřicha, přešlo tržní městečko v roce 1633 do držení pánů Slavatů.
Od 10. října 2006 byl obci vrácen status městyse. S účinností od 10. října 2006 bylo 17. října 2006 původní rozhodnutí změněno a obci byl vrácen status města.

## Přírodní poměry
Východně od města leží přírodní památka Pazourův rybník. K obci přiléhá známý rybník Komorník.

## Členění obce
Město Strmilov se skládá z pěti katastrálních území (zároveň ZSJ a části obce), z nichž se čistě v Čechách nacházejí Strmilov (katastrální výměra činí 1490,66 ha) a Leština (k. ú. Leština u Strmilova; kat. vým. 268,34 ha).
Čistě na Moravě se nachází Malý Jeníkov (kat. vým. 208,15 ha); téměř zcela na Moravě se nacházejí katastrální území České Olešné (kat. vým. 806,84 ha) a Palupína (kat. vým. 284,13 ha).

## Pamětihodnosti
- Kostel svatého Jiljí
- Boží muka u cesty směrem na Malý Jeníkov
- Boží muka u cesty směrem na Novou Olešnou
- Boží muka u cesty směrem na Střížovice
- Sousoší Nejsvětější Trojice na náměstí
- Křížová cesta
- Rodný dům poslance Františka Staňka na náměstí

V obci také působí farní sbor Českobratrské církve evangelické, na Studenské ulici stojí kostel a fara, za kostelem při Jiráskově ulici je malý evangelický hřbitov.

## Partnerská města
- Trubschachen, Švýcarsko

## Rodáci
- František Staněk (1867–1936), agrární politik
- Alex Adolf Jelínek (1890–1957), malíř, grafik, ilustrátor a spisovatel
- Václav Štětka (1893-1982), malíř, grafik a pedagog

## Galerie

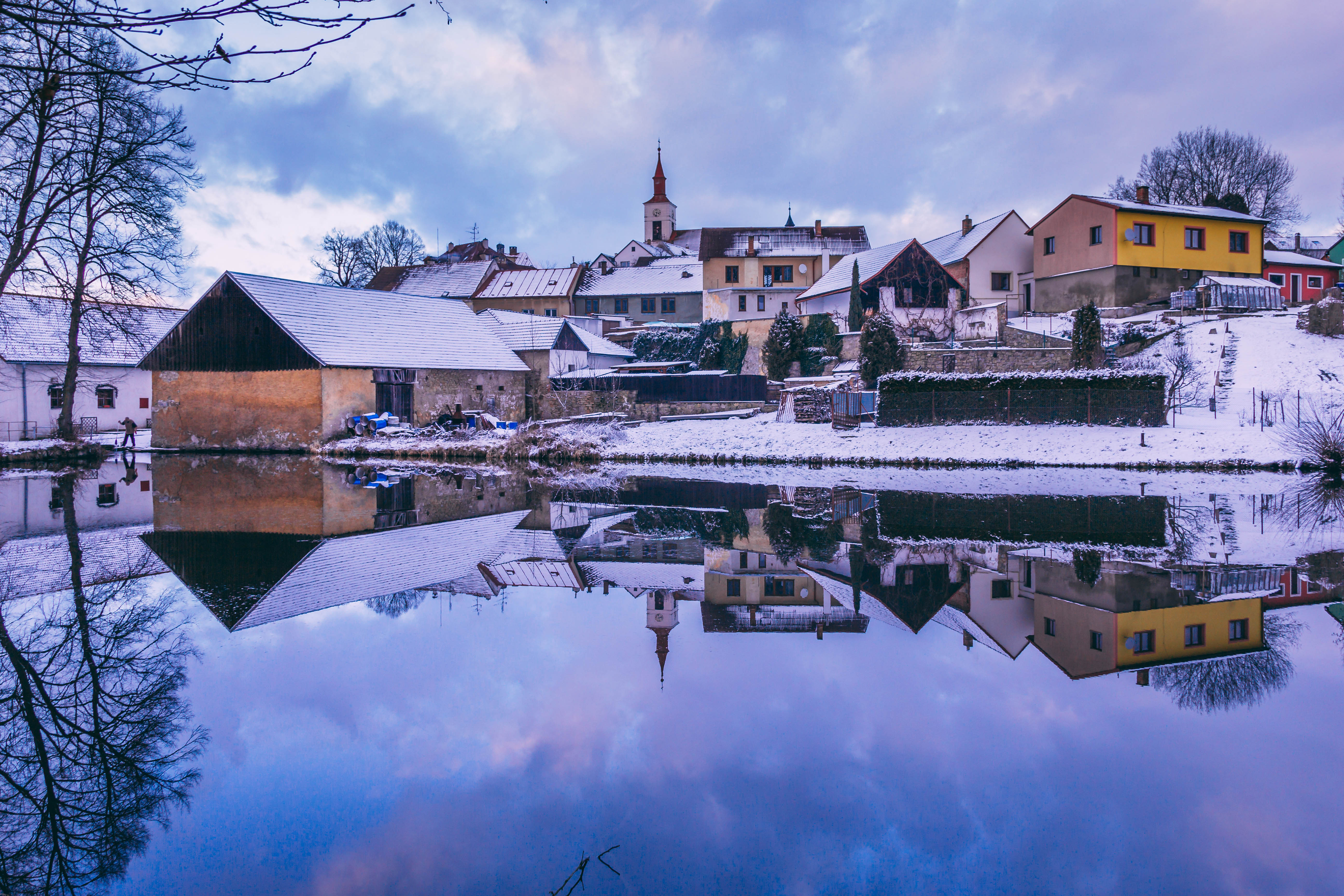
Strmilov, rybník Doležalův zájezek (prosinec 2017)
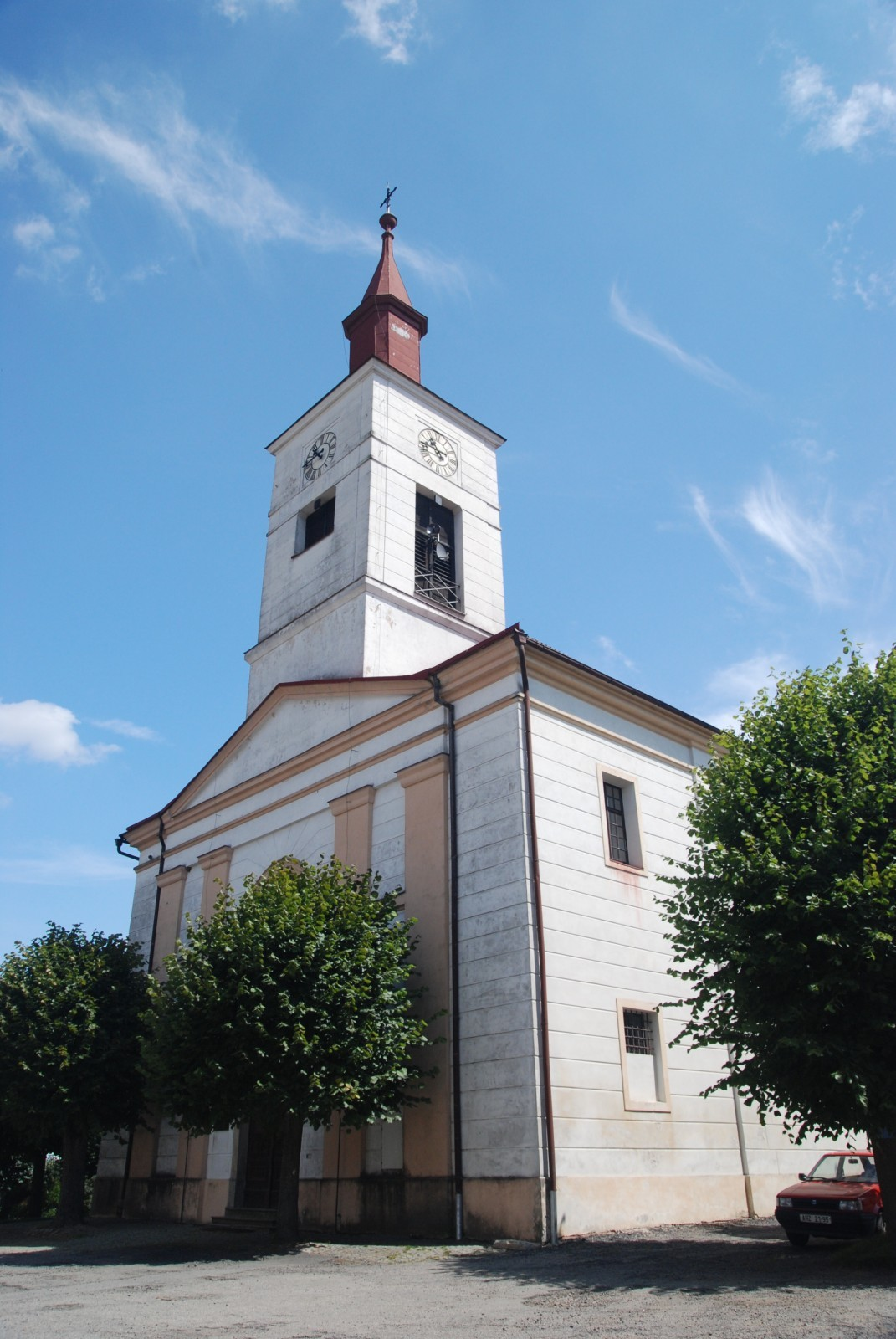
Kostel svatého Jiljí
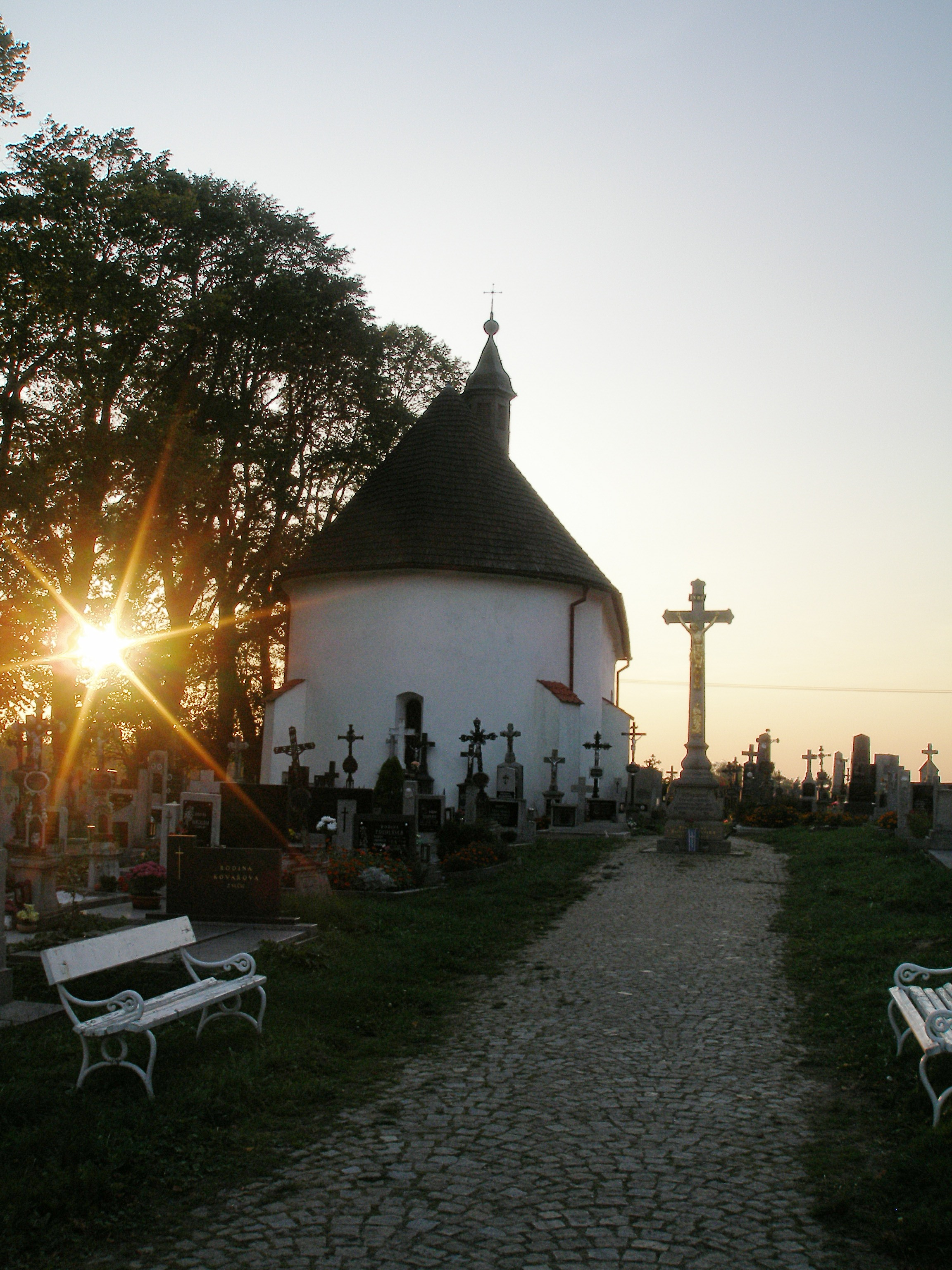
Kostel sv. Ondřeje
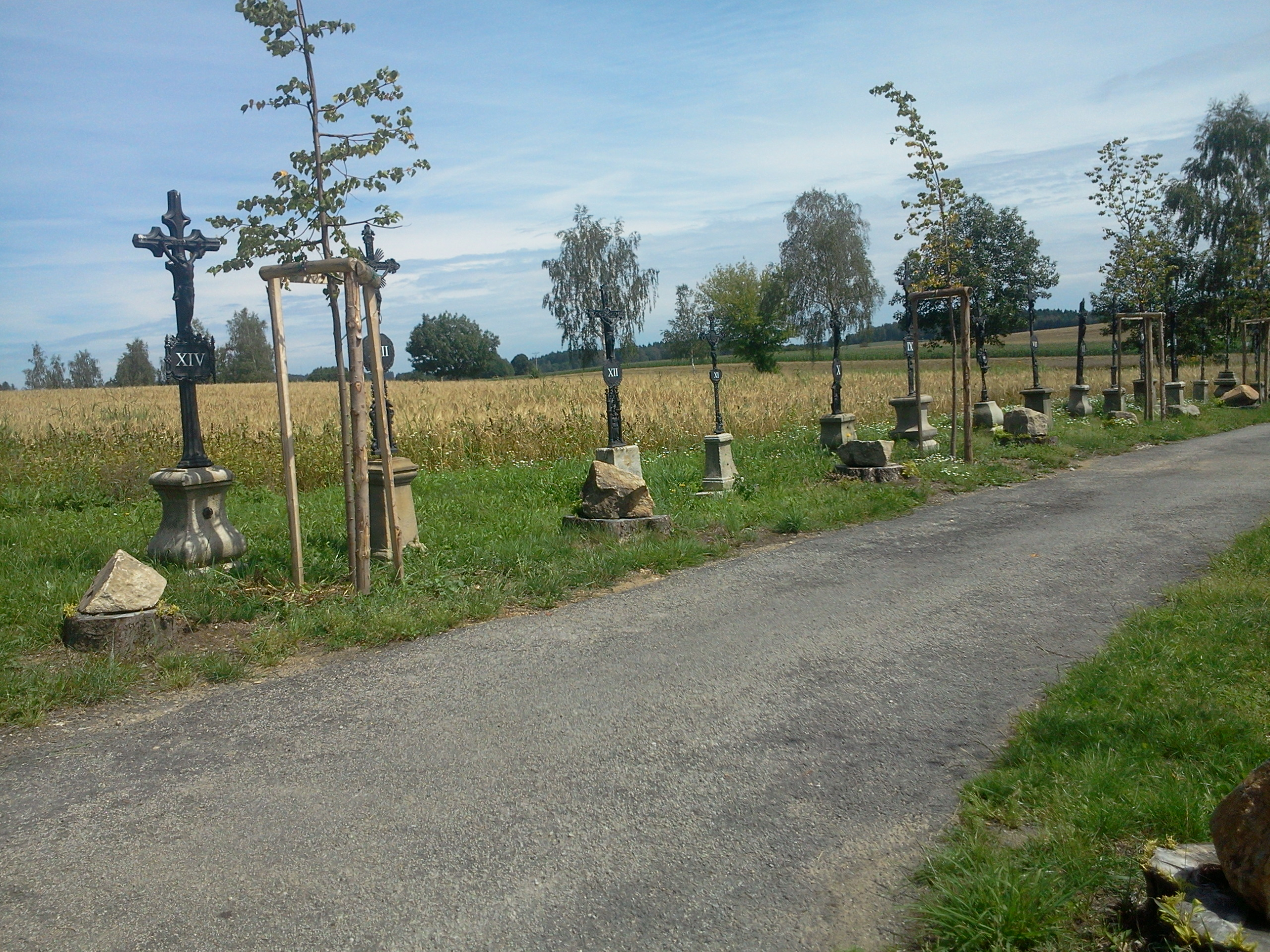
Křížová cesta u hřbitova
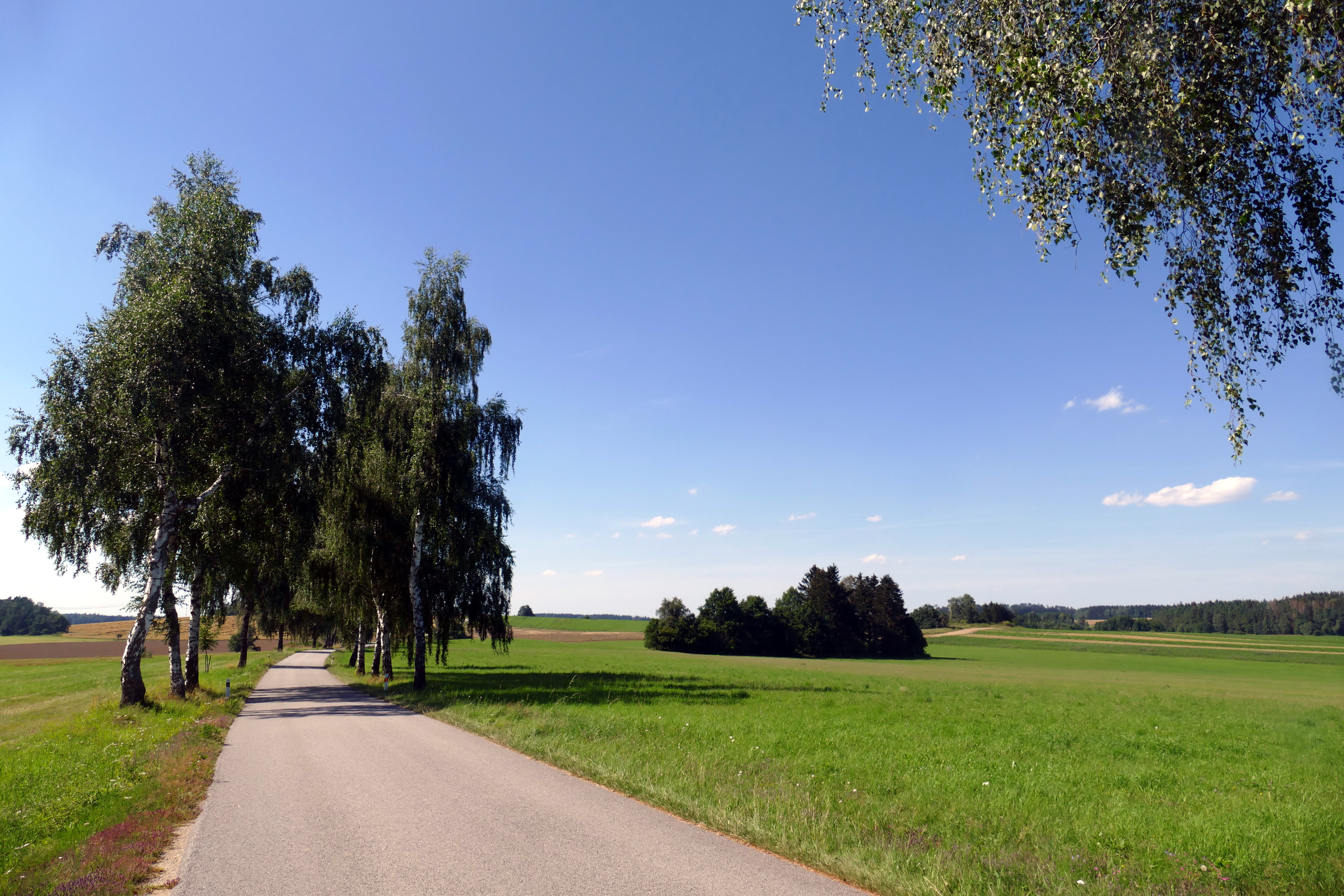
Cesta k České Olešné